# James Pritchett
James Pritchett (1 de julio de 1982 en Watford) es un exfutbolista inglés naturalizado neozelandés que jugaba como defensor.

## Carrera
Debutó en 2001 jugando para el Football Kingz. Jugó solo dos temporadas allí y en 2003 emigró a Inglaterra para ser parte de la plantilla del Cambridge United. No disputó muchos partidos en el equipo inglés y en 2004 decidió regresar a Nueva Zelanda para ser parte de una de las 8 franquicias recién fundadas del NZFC, el Auckland City. Permaneció en dicho club, excepto un corto período en el primer semestre de 2011, en el que jugó para el Khonkaen de Tailandia, hasta su retiro en 2015. Consiguió en total catorce títulos: seis veces ganó el Campeonato de Fútbol de Nueva Zelanda, seis oportunidades la Liga de Campeones de la OFC y en dos ocasiones la Charity Cup.

### Clubes
| Club                        | País          | Año         |
| --------------------------- | ------------- | ----------- |
| Football Kingz              | Nueva Zelanda | 2001 - 2003 |
| Cambridge United            | Inglaterra    | 2003 - 2004 |
| Auckland City Football Club | Nueva Zelanda | 2004 - 2011 |
| Khonkaen Football Club      | Tailandia     | 2011        |
| Auckland City Football Club | Nueva Zelanda | 2011 - 2015 |

### Selección nacional
Con la selección neozelandesa ganó la Copa de las Naciones de la OFC 2008.

## Palmarés
| Título                   | Club               | País          | Año     |
| ------------------------ | ------------------ | ------------- | ------- |
| Campeonato de Fútbol     | Auckland City      | Nueva Zelanda | 2004-05 |
| Campeonato de Fútbol     | Auckland City      | Nueva Zelanda | 2005-06 |
| Camp. de Cls. de Oceanía | Auckland City      | Nueva Zelanda | 2006    |
| Campeonato de Fútbol     | Auckland City      | Nueva Zelanda | 2006-07 |
| Copa de las Naciones     | Selección nacional | Nueva Zelanda | 2008    |
| Campeonato de Fútbol     | Auckland City      | Nueva Zelanda | 2008-09 |
| Liga de Campeones        | Auckland City      | Nueva Zelanda | 2008-09 |
| Liga de Campeones        | Auckland City      | Nueva Zelanda | 2010-11 |
| Charity Cup              | Auckland City      | Nueva Zelanda | 2011    |
| Liga de Campeones        | Auckland City      | Nueva Zelanda | 2011-12 |
| Liga de Campeones        | Auckland City      | Nueva Zelanda | 2013    |
| Charity Cup              | Auckland City      | Nueva Zelanda | 2013    |
| ASB Premiership          | Auckland City      | Nueva Zelanda | 2013-14 |
| Liga de Campeones        | Auckland City      | Nueva Zelanda | 2014    |
| ASB Premiership          | Auckland City      | Nueva Zelanda | 2014-15 |